# تیلور لندینگ (تگزاس)
تیلور لندینگ، تگزاس(به انگلیسی: Taylor Landing, Texas) شهری در ایالت تگزاس از ایالات جنوبی ایالات متحده آمریکا است.